# حکاری
حَکّاری (به ترکی: Hakkâri ، به سریانی: ܗܟܐܪܝ، ، به کردی: Colemêrg، تلفظ" جوله‌مِرگ) شهری است در منتهی‌الیه جنوب شرقی ترکیه و در نزدیکی مرز ایران. این شهر مرکز استان حکاری است.
جمعیت این شهر ۵۸،۱۴۵ نفر است. (سرشماری ۲۰۰۰).
نام حکاری از واژه اکّاره (ܐܟܪ̈ܐ) آشوری گرفته‌شده که به معنی «برزگران» است.
مردم این شهر به زبان کردی شمالی تکلم میکنند.